# Pokazivač
Pokazivač ili kursor (eng. pointer, cursor) u računarstvu predstavlja mjesto na zaslonu na kojem se nalazi fokus, mjesto gdje se može umetnuti tekst ili mjesto gdje će se izvršiti radnja ako se stisne tipka na tipkovnici ili tipka na nekoj drugoj ulaznoj jedinici (računalni miš, svjetlosno pero).